# Santa Magdalena del Pont d'Armentera
Santa Magdalena del Pont d'Armentera és l'església parroquial del Pont d'Armentera (Alt Camp) sota l'advocació de santa Maria Magdalena. L'edifici està protegit com a bé cultural d'interès local. L'església parroquial és al nucli antic del Pont d'Armentera.

## Arquitectura
És un edifici de planta rectangular de tres naus, amb volta de canó apuntada la central i de creueria les laterals. La porta d'accés és en una façana lateral. És formada per un arc de mig punt amb dovelles i motllura exterior, imposta i brancals. Tot el conjunt és de pedra. El campanar és a la capçalera de l'església, al costat de l'Epístola. Es tracta d'una torre de base quadrada, amb obertures d'arc de mig punt. És de pedra i paredat, amb barana de maó. El cor és als peus de l'edifici. La construcció es cobreix una teulada a dues vessants.

## Història
L'edifici va ser construït durant el segle xvii damunt una construcció anterior, d'estil romànic, que apareix documentada el segle xiv. L'any 1343 l'arquebisbe Arnau Sescomes va convertir en parròquia la capella de Santa Magdalena, que fins aquest moment depenia de l'església de Querol. Conserva un interessant retaule barroc d'inicis del segle xviii.
Actualment la parròquia està agrupada a la de Santa Llúcia de Santes Creus, adscrita adscrita a l'arxiprestat de l'Alt Camp de l'arquebisbat de Tarragona.